# Bournainville-Faverolles
Bournainville-Faverolles è un comune francese di 406 abitanti situato nel dipartimento dell'Eure nella regione della Normandia.

## Società

### Evoluzione demografica
Abitanti censiti